# لورين (لاعب كرة قدم مواليد 2002)
لورين هو لاعب كرة قدم برازيلي، ولد في 13 سبتمبر 2002 في فوتورانتيم في البرازيل.

## وصلات خارجية
- لورين (لاعب كرة قدم مواليد 2002) على موقع قاعدة بيانات كرة القدم.إي يو (الإنجليزية)
- لورين (لاعب كرة قدم مواليد 2002) على موقع Soccerway.com (الإنجليزية)
- لورين (لاعب كرة قدم مواليد 2002) على موقع عالم كرة القدم.نت (الإنجليزية)